# ナタリー・バイ
ナタリー・バイ（Nathalie Baye, 1948年7月6日 - ）は、フランス出身の女優。

## 来歴
ノルマンディー地方に生まれる。デビュー前にはパリのフランス国立高等演劇学校 (コンセルヴァトワール)にて学び、演劇学科を2等賞で卒業した。テレビ・シリーズにゲスト出演した2年後の1972年に映画デビューした。
1970年代を通して、映画とテレビで良いガールフレンドと素敵な田舎者の役割を演じた。1983年の『愛しきは、女/ラ・バランス』 において街娼の役割を果たすことによってイメージを変えた後に、彼女は演技の範囲を広げた。フランソワ・トリュフォーやジャン＝リュック・ゴダールの作品によく出ている。

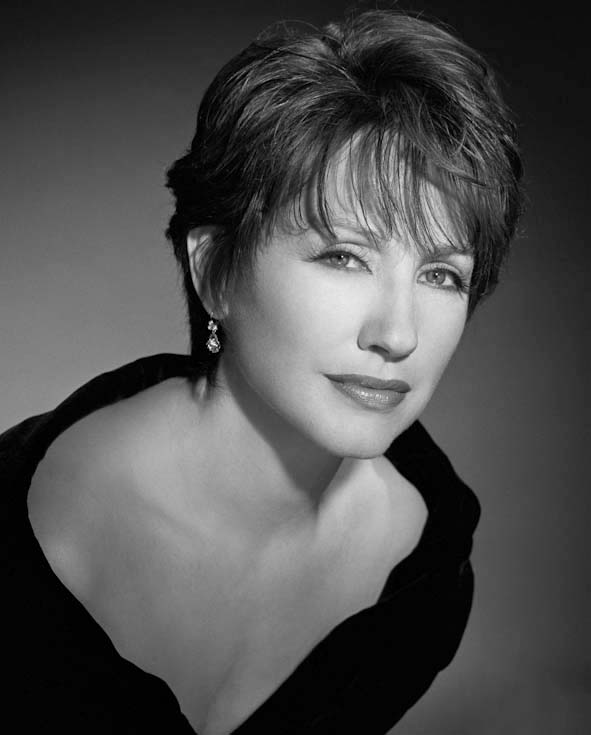
1994年

これまで4回セザール賞を受賞しており、それとは別にさらに5回、同賞にノミネートされている。
1999年の『ポルノグラフィックな関係』でヴェネツィア国際映画祭女優賞を受賞している。
俳優のフィリップ・レオタールと10年付き合った直後、ロック歌手のジョニー・アリディと4年間関係を持ち、現在女優をしているローラ・スメットを生んだ。その後は俳優のジャ＝イヴ・ベルトルートと付き合っている。

## 主な出演作品
- ふたり Two People (1973) クレジットなし
- 映画に愛をこめて アメリカの夜 La Nuit américaine (1973)
- 恋愛日記 L'Homme qui aimait les femmes (1977)
- 緑色の部屋 La chambre verte (1978)
- 勝手に逃げろ/人生 Sauve qui peut (la vie) (1979)
- Une étrange affaire (1981)
- 愛しきは、女/ラ・バランス La Balance (1983)
- 真夜中のミラージュ Notre histoire (1984)
- ベートーヴェンの甥 Le neveu de Beethoven (1984)
- ゴダールの探偵 Détective (1985)
- ハネムーン・キラー Lune de miel (1985)
- 夏に抱かれて De guerre lasse (1987)
- セ・ラ・ヴィ La Baule-les-Pins (1990)
- フランソワ・トリュフォー/盗まれた肖像 François Truffaut: Portraits volés (1993)
- 運命の瞬間/そしてエイズは蔓延した And the Band Played On (1993)テレビ映画
- ザ・マシーン/私のなかの殺人者 La Machine (1994)
- パパラッチ Paparazzi (1998)
- エステサロン/ヴィーナス・ビューティ Venus Beauty Institute (1999)
- ポルノグラフィックな関係 Une liaison pornographique (1999)
- バルニーのちょっとした心配事 Barnie et ses petites contrariétés  (2000)
- キャッチ・ミー・イフ・ユー・キャン Catch Me If You Can (2002)
- 悪の華 La Fleur du mal (2003)
- Le Petit Lieutenant (2005)
- 唇を閉ざせ Ne le dis à personne (2006)
- ヴィザージュ Visage (2009)
- わたしはロランス Laurence Anyways (2012)
- ママはレスリング・クイーン Les reines du ring (2013) - コレット 役
- たかが世界の終わり Juste la fin du monde (2016) - マルティーヌ 役
- アリバイ・ドット・コム　カンヌの不倫旅行がヒャッハー!な大騒動になった件 Alibi.com (2017) - ジェラールの妻 役
- 田園の守り人たち Les gardiennes (2017) - オルタンス 役
- クリミナル: フランス編 Criminal: France (2019) テレビ映画
- オートクチュール Haute Couture (2021) - エステル 役
- ダウントン・アビー/新たなる時代へ Downton Abbey: A New Era (2022) - 先代モンミライユ侯爵夫人